# Ryan Robbins
Ryan Robbins (született Ryan John Currier, Victoria, Brit Columbia, 1971. november 26. – ) kanadai színész.

## Élete
Ryan Robbins 1971. november 26-án született. Felesége Rebecca Reichert színésznő, egy lányuk van. Legismertebb szerepei Ladon Radim a Csillagkapu: Atlantisz című sci-fi televíziós sorozatban, és Charlie Connor a Csillagközi rombolóban. Ő az egyetlen színész, aki két különböző karaktert alakított a Csillagközi Rombolóban (nem számítva különböző karakternek a Cylon modellek különböző megtestesüléseit). Eredetileg a minisorozatban szerepelt erős sminkkel és protézisekkel öregítve, hogy a cylonok fegyverszünetért felelős tisztjét alakíthassa. Jelenleg a Sanctuary – Génrejtek című sci-fi sorozatban Henry Fosst alakítja, mint számítástechnikus, fegyvertervező és vérfarkas.

## Filmjei
- Apollo 18 (2011)
- Sanctuary – Génrejtek (2007-2009)
- Csillagközi romboló (2006-2009)
- A 109. utas (2008)
- Vízimentők (2008)
- Aliens vs. Predator – A Halál a Ragadozó ellen 2. (2007)
- Családi bűnbanda (2006)
- Alice, I think (2006)
- Csillagkapu: Atlantisz (2004-2006)
- A félelem kórháza (2004)
- Macskanő (2004)
- Emelt fővel (2004)
- A felejtés bére (2003)
- A képeslapok csodája (2001 )
- Légörvény 3. (2001)
- Halálangyal (2000)

## Díjak, jelölések
Ryan Robbins 2005-ben Leo-díjat nyert a Man Feel Pain című 2004-es komédiáért. Ezután 2006-ban és 2008-ban újabb jelöléseket kapott erre a díjra a When Jesse Was Born és a Taming Tammy című filmekért, amelyeket nem sikerült díjra váltania, azonban 2008-ban elnyerte a Leo-t a Legjobb férfi vendégszereplő drámai sorozatban kategóriában a jPod című sorozatban nyújtott alakításáért. 2009-ben újabb jelölést kapott a Leóra a Guard című sorozatért, illetve ugyanezen a díjkiosztón egy díjat el is nyert, a Sanctuary – Génrejtek Edward című epizódjáért.